# Fakulta elektrotechniky a komunikačních technologií Vysokého učení technického v Brně
Fakulta elektrotechniky a komunikačních technologií (FEKT) je třetí největší fakultou Vysokého učení technického v Brně a největší elektrofakultou v Česku. Sídlí v areálu kampusu Pod Palackého vrchem. Založena byla v roce 1959 pod názvem Fakulta elektrotechnická (FE), v roce 1993 byla po změně struktury přejmenována na Fakulta elektrotechniky a informatiky (FEI) a po oddělení Fakulty informačních technologií v roce 2002 získala dnešní název.
V současné době fakultu studuje skoro 3 200 studentů, které vyučuje přes 300 akademických pracovníků. S fakultou spolupracuje přibližně stovka elektrotechnologických firem (například IBM, Siemens, ABB, Honeywell, T-Mobile, O2 Czech Republic, FEI nebo ČEZ), čímž se snaží fakulta zabezpečit uplatnění svých absolventů na trhu práce.
Vysoké učení technické v Brně obsadilo v žebříčku THE (Times Higher Education) pro rok 2021 v kategorii Electrical Engineering a Engineering and Technology první místo z českých škol.

## Historie
Elektrotechnické disciplíny se na Vysokém učení technickém v Brně (VUT, tehdy Česká vysoká škola technická v Brně) vyučovaly od roku 1905, v roce 1956 pak vznikla Fakultou energetiky, skládající se ze dvou oddělení – oddělení strojnictví a oddělení elektrotechniky. V roce 1959 došlo k rozdělení, čímž vznikla Fakulta strojní a Fakulta elektrotechnická se sídlem na Antonínské 1 (dnešní sídlo rektorátu VUT). V době založení měla fakulta tyto katedry: Katedra elektrotechnických nauk, Katedra elektrických strojů a zařízení, Katedra elektroenergetiky, Katedra radiotechniky a Katedra linkové techniky. Výuku všeobecných předmětů zajišťovaly katedry rektorátu, matematiku a fyziku pak katedry na strojní fakultě.

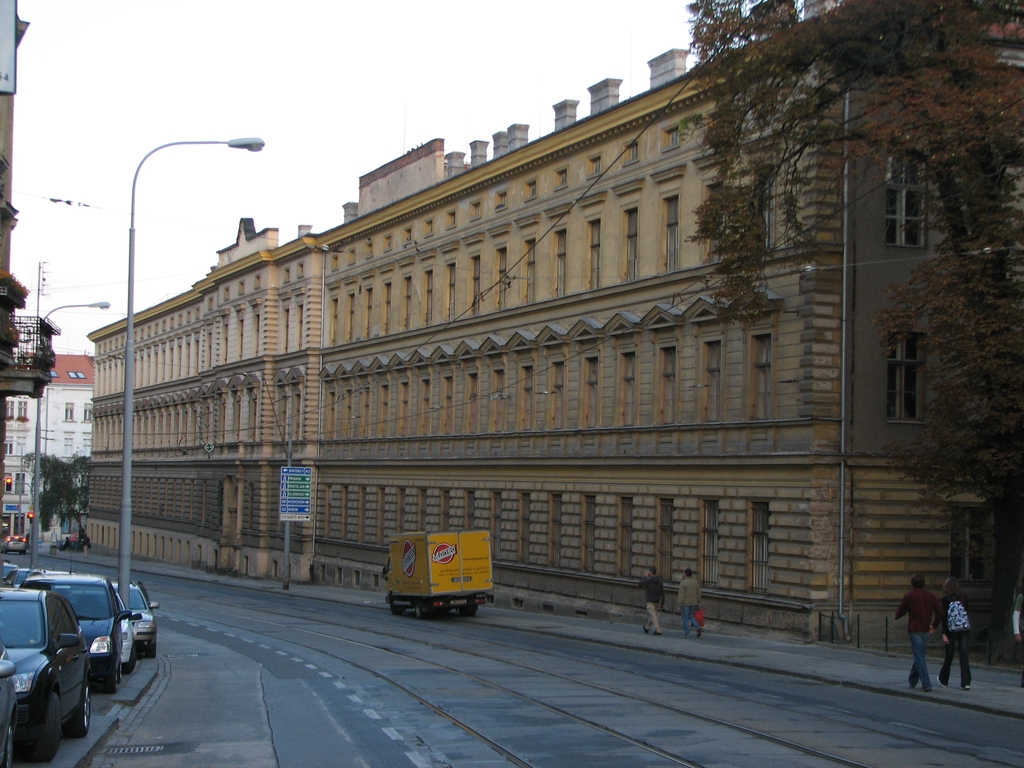
Bývalá budova děkanátu na ulici Údolní

S postupným rozšiřováním fakulty docházelo ke vzniku, zániku a přejmenování různých kateder, které se nacházely až na 27 místech po celém Brně. Po dostavbě budov Fakulty strojního inženýrství v kampusu Pod Palackého vrchem došlo k uvolnění budov na Údolní 53, do kterých se postupně začaly stěhovat jednotlivé katedry i děkanát. Stěhování bylo dokončeno v roce 1991. Do nově postavené budovy na Technické 8 se v roce 1996 přestěhovaly Katedra matematiky a Katedra fyziky, čímž započalo postupného stěhování celé fakulty do kampusu Pod Palackého vrchem. V roce 1997 se všechny katedry přejmenovaly na ústavy a po dokončení rekonstrukce budovy bývalé Meopty na Purkyňově 118 se do ní přestěhoval Ústav radioelektroniky, Ústav telekomunikací, Ústav biomedicínského inženýrství a Ústav teoretické a experimentální elektrotechniky.
V roce 2004 byla dokončena rekonstrukce budovy bývalé menzy na Kolejní 4, kterou měl původně plně obsadit FEKT, avšak z rozhodnutí rektora VUT se do její druhé poloviny nastěhovala nově vzniklá Fakulta podnikatelská.
Významným mezníkem v historii fakulty se stal rok 2013, kdy byla dokončena výstavba nových budov. Po více než padesáti letech existence fakulty byla opět všechna pracoviště umístěna do jedné lokality, a to v areálu VUT v Brně Pod Palackého vrchem. Ve dvou budovách na ulici Technická jsou umístěny laboratoře, učebny, ale i zázemí pro relaxaci a sport.

## Výuka
Studenti si volí skladbu předmětů z povinných, povinně volitelných a volitelných, které jsou ohodnoceny různým počtem kreditů, které vyjadřují obtížnost daného předmětu. Za semestr musí student získat minimálně 30 kreditů. Předmět může být ukončen zápočtem, klasifikovaným zápočtem či zkouškou. Klasifikovaný zápočet nebo zkouška je hodnocena v souladu s ECTS: během semestru a ze zkoušky respektive klasifikovaného zápočtu může student dosáhnout z předmětu maximálně 100 bodů, pro úspěšné absolvování předmětu je jich potřeba minimálně 50. Tyto body jsou poté převedeny na stupnici A–F, kde A je nejlepší známka a F pak znamená neabsolvování předmětu.
| Klasifikační stupeň | Bodové hodnocení | Číselná kvalifikace | Slovně       |
| ------------------- | ---------------- | ------------------- | ------------ |
| A                   | 100–90           | 1                   | výborně      |
| B                   | 89–80            | 1,5                 | velmi dobře  |
| C                   | 79–70            | 2                   | dobře        |
| D                   | 69–60            | 2,5                 | uspokojivě   |
| E                   | 59–50            | 3                   | dostatečně   |
| F                   | 49–0             | 4                   | nedostatečně |

V případě neúspěšné absolvování zkoušky má student právo zkoušku následně dvakrát zopakovat. Od akademického roku 2011/2012 mají nově zapsaní studenti nárok pouze na 6 druhých opravných termínů v bakalářském studiu resp. 4 ve studiu magisterském.

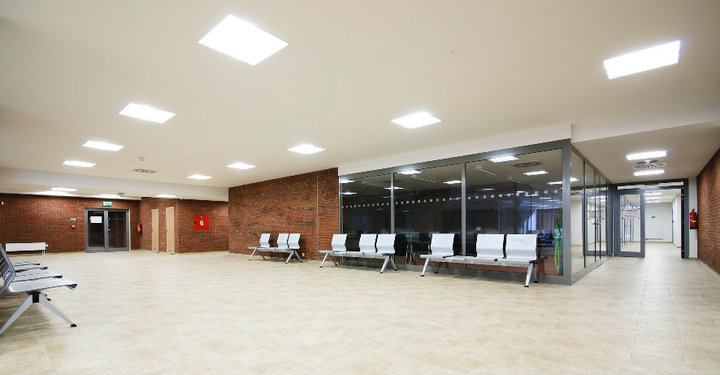
Vstupní prostory na Technické 10

### Studijní programy
Fakulta svým studentům nabízí tříleté bakalářské, dvouleté magisterské a tří- nebo čtyřleté doktorské studijní programy.
V bakalářském studiu, zakončeném získáním titulu bakalář, je to program Elektrotechnika, elektronika, komunikační a řídicí technika s obory Automatizační a měřicí technika, Elektronika a sdělovací technika, Mikroelektronika a technologie, Silnoproudá elektrotechnika a elektroenergetika a Teleinformatika. První ročník je pro všechny obory společný a je možno jej absolvovat jak prezenčně, tak dálkově.
Druhým bakalářským programem je Biomedicínská technika a bioinformatika, u kterého probíhá výuka taktéž na Lékařské fakultě Masarykovy univerzity.
Dalším bakalářským programem je Angličtina v elektrotechnice a informatice. Přijímací řízení se skládá z testu angličtiny a od uchazeče bude předpokládat její středně pokročilou znalost, protože výuka bude vedena tomto jazyce. Akreditační komise tento program doporučila k akreditaci na začátku roku 2012, v lednu a červnu 2010 akreditace udělena nebyla z důvodu nedostatečného personálního zajištění.
Nejnovějším bakalářským programem je Audio inženýrství (bude se vyučovat od akademického roku 2013/2014) na kterém se bude podílet a vyučovat některé předměty Janáčkova akademie múzických umění. Od akademického roku 2015/2016 by měl začít fungovat i navazující magisterský program. Součástí přijímacího řízení je navíc talentová zkouška, která se skládá z poslechového testu, všeobecného vědomostního testu a ústního pohovoru.
Program Elektrotechnika, elektronika, komunikační a řídicí technika pak v magisterském studiu pokračuje s obory Biomedicínské a ekologické inženýrství, Elektroenergetika, Elektronika a sdělovací technika, Elektrotechnická výroba a management, Kybernetika, automatizace a měření, Mikroelektronika, Silnoproudá elektrotechnika a výkonová elektronika a Telekomunikační a informační technika a po jeho úspěšném dokončení získá student titul inženýr.
Stejně nazvaný program pokračuje i ve čtyřletém doktorském studiu a obsahuje obory Biomedicínská elektronika a biokybernetika, Elektronika a sdělovací technika, Fyzikální elektronika a nanotechnologie, Kybernetika, automatizace a měření, Mikroelektronika a technologie, Matematika v elektroinženýrství, Matematika v elektroinženýrství, Teleinformatika a Teoretická elektrotechnika a je zakončen titulem Ph.D.

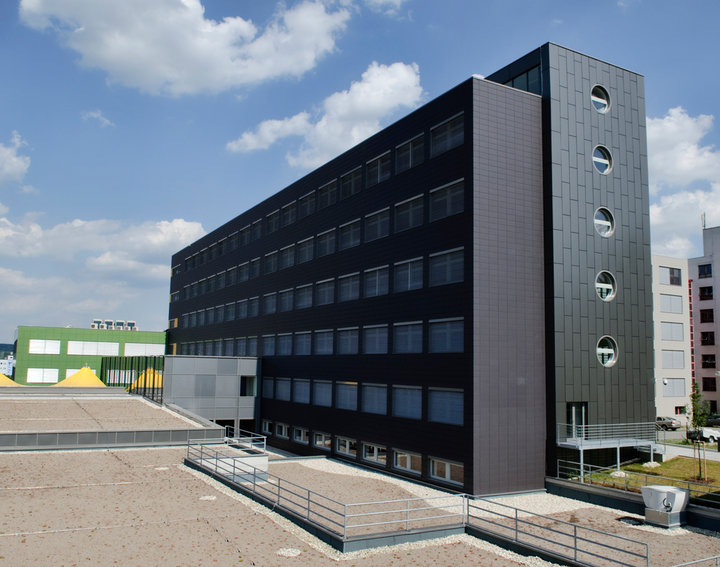
Pohled na část budovy na Technické 10

### Přijímací řízení
V bakalářském programu Elektrotechnika, elektronika, komunikační a řídicí technika se přijímací zkoušky skládají buď z matematiky a fyziky nebo z matematiky a základů informatiky podle volby studenta, v programu Biomedicínská technika a bioinformatika pak z biologie a matematiky, v programu Angličtina v elektrotechnice a informatice z matematiky a anglického jazyka a u programu Audio inženýrství z talentové zkoušky a z matematiky a fyziky nebo matematiky a základů informatiky. Zkouška může být uchazeči prominuta například v případě dobrého prospěchu v přípravných kurzech z matematiky nebo fyziky, dobrého výsledku maturitní zkoušky nebo průměru známek na střední škole.
Do navazujícího magisterského programu po podání přihlášky následuje písemná zkouška, která může být prominuta uchazeči, který absolvoval předchozí bakalářský studijní program s váženým průměrem menším než 2.

### Státní závěrečná zkouška
Aby mohl být student ke státní závěrečné zkoušce připuštěn, musí získat za celou dobu studia minimálně 175 kreditů v případě bakalářského studia, resp. 110 u magisterského a to v požadované skladbě (splnění všech povinných předmětů, absolvování předmětů z určených skupin, …) a odevzdat závěrečnou práci.
Zkouška ukončující studium se poté skládá z
- prezentace a obhajoby diplomové nebo bakalářské práce před komisí,
- ústní zkoušky z povinných předmětů a
- ústní zkoušky z volitelných předmětů.

Všechny tři části se hodnotí pomocí systému ECTS samostatně, o výsledné známce rozhoduje komise. Výsledný stupeň A je udělen pouze pokud byly všechny tři části ohodnoceny stupněm A, známka F naopak pokud byla kterákoliv část ohodnocena tímto stupněm.

### Stipendia
Studenti fakulty mají nárok na stipendia nabízená VUT, mezi které patří:
- ubytovací stipendium pro studenty s trvalým pobytem mimo okresy Brno-město a Brno-venkov, které se pohybuje okolo 600 Kč měsíčně a je vypláceno i během prázdnin,
- sociální stipendium je určeno pro studenty pobírající přídavek na dítě a splňuje některé další podmínky a
- mimořádné sociální stipendium, které může přiznat rektor v případě obtížné situace.

Další typy stipendií poskytuje sama fakulta. Mezi ně patří mimořádné stipendium a prospěchové stipendium pro výborné studenty, jehož výše se určuje podle váženého průměru. V akademickém roce 2011/2012 dostanou studenti váženým průměrem do 1,1 3 000 Kč měsíčně, do 1,3 1 000 Kč a do 1,5 pak 500 Kč měsíčně.
Navíc společnosti ČEZ a E.ON nabízejí firemní stipendia studentům oboru Silonoproudá?? elektrotechnika a elektroenergetika.

### Certifikáty
Během studia mají studenti možnost získat elektrotechnickou kvalifikaci podle §6 Vyhlášky 50/1978 Sb. v plném rozsahu, nutnou pro samostatnou práci na elektrickém zařízení, certifikát společnosti Cisco stupně Cisco Certified Network Associate (CCNA) a Cisco Certified Network Professional (CCNP) a od roku 2012 také Certified LabVIEW Associate Developer (CLAD) společnosti National Instruments.
Pro získání Osvědčení o pedagogické způsobilosti, které slouží pro možnost výuky odborných předmětů na středních školách je potřeba absolvovat dvě části výuky. První je zdarma v rámci výuky a skládá se z absolvování čtyř pedagogických předmětů. Druhá část v ceně 1 600 Kč se skládá z praxe na střední škole, dalších tří předmětů a vypracování písemné práce a závěrečné zkoušky.

## Výzkum

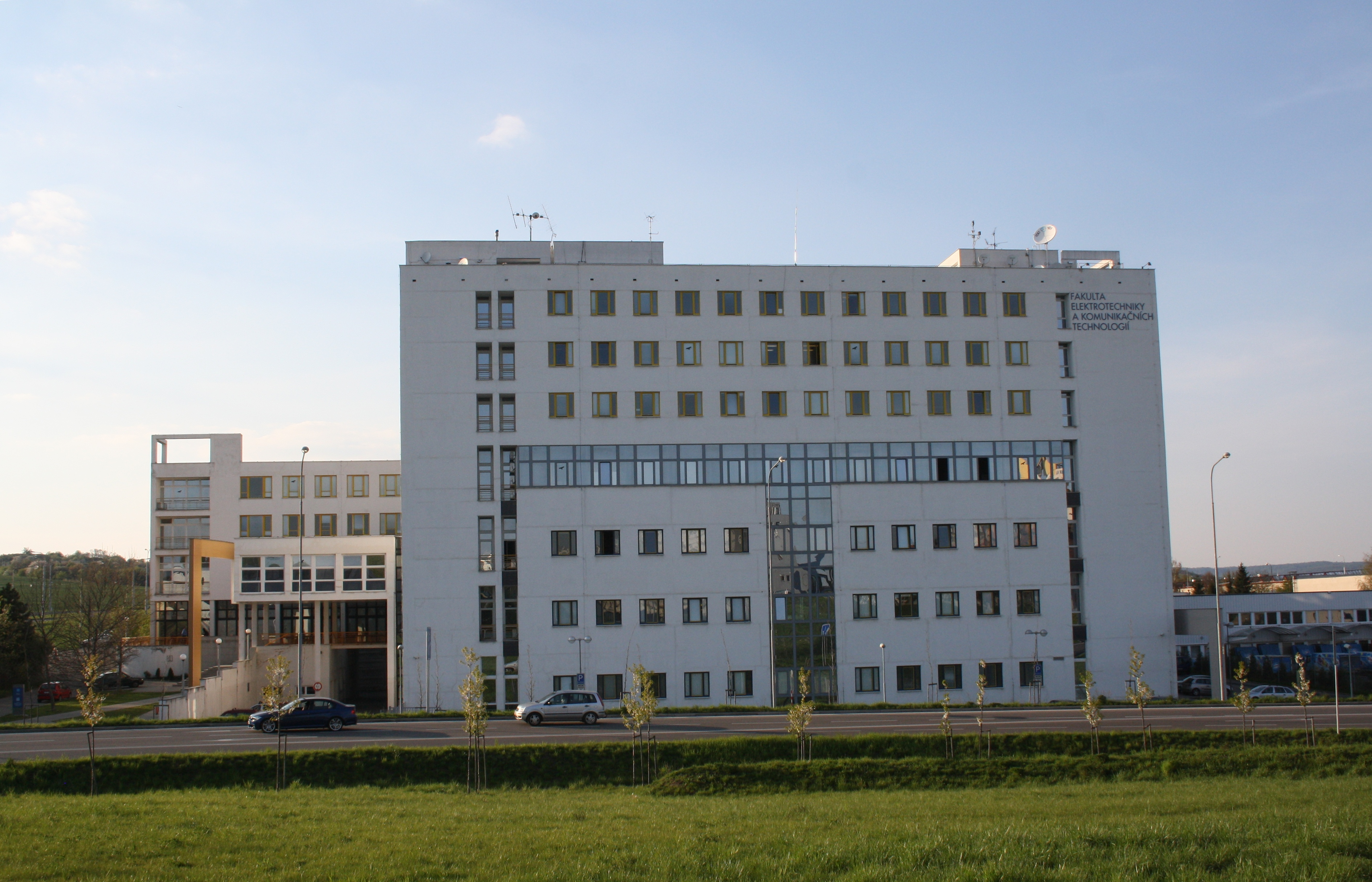
Budova fakulty sdílená s fakultou chemickou a také sídlo výzkumného centra SIX

Na fakultě v současné době probíhá několik výzkumných projektů:
- Centrum výzkumu a využití obnovitelných zdrojů energie (CVVOZE) – projekt zaměřený na výzkum v oblasti chemických a fotovoltaických zdrojů energie, elektromechaniky, elektrotechnologie, elektroenergetiky, elektrických pohonů, mobilních robotů a průmyslové elektroniky. Financování je zajištěno z Evropské unie (221 mil. korun) a státního rozpočtu (39 mil.).[27][28]
- Zdroje, akumulace a optimalizace využití energie v podmínkách trvale udržitelného rozvoje – základní a aplikovaný výzkum zabývající se získáváním, ukládáním a optimálním využitím energie z obnovitelných zdrojů.[29]
- Elektronické komunikační systémy a technologie nových generací (ELKOM) – výzkum vyspělých elektronických komunikačních obvodů, signálů a systémů.
- Nové trendy v mikroelektronických systémech a nanotechnologiích (MIKROSYN) – cílem projektu je výzkum nových mikroelektronických systémů, metod řešení a optimalizace.
- Inteligentní systémy v automatizaci – výzkum řídících a identifikačních algoritmů s využitím umělé inteligence a jich aplikace.[30]
- Výzkumné centrum senzorických, informačních a komunikačních systémů (SIX) – plný provoz výzkumného centra začne v roce 2013 a bude se podílet například na vývoji antén a navigačních systémů pro automobily.[31]

V Ústavu výkonové elektrotechniky a elektroniky se pak například vyvíjí mobilní rychlonabíječka o výkonu 40 kW pro elektromobil Superbel.cz (přestavba tovární verze automobilu Škoda Superb na elektromobil), která by měla umět nabít baterie za 30 minut pro 100 km jízdy.
V rámci projektu SIX byl na Ústavu telekomunikací ve spolupráci s pardubickou firmou Retia vyvinut software pro call-centra, který dokáže rozpoznávat emoce v řeči. V budoucnu by měl také rozpoznávat zlomyslná volání na krizových linkách nebo změřit míru stresu a únavy pilota nebo leteckého dispečera a nařídit jim přestávku.
Fakulta je také zapojena do budovaného Středoevropského výzkumného institutu CEITEC, i když její výzkumné projekty Pokročilé komunikační a řídící technologie a Biomedicínské technologie musely být z důvodu větší šance na schválení dotace pro celý institut odstraněny.

### Odborné konference
Fakulta pořádá každoročně dvě mezinárodní konference:
- Nekonvenční zdroje elektrické energie (NZEE) – pořádaná spolu s Českou elektrotechnickou společností.
- Moderní baterie, akumulátory a palivové články (ABAF) – ve spolupráci s The Electrochemical Society, hlavní náplní je výzkum a vývoj materiálů pro moderní elektrochemické zdroje elektrické energie.

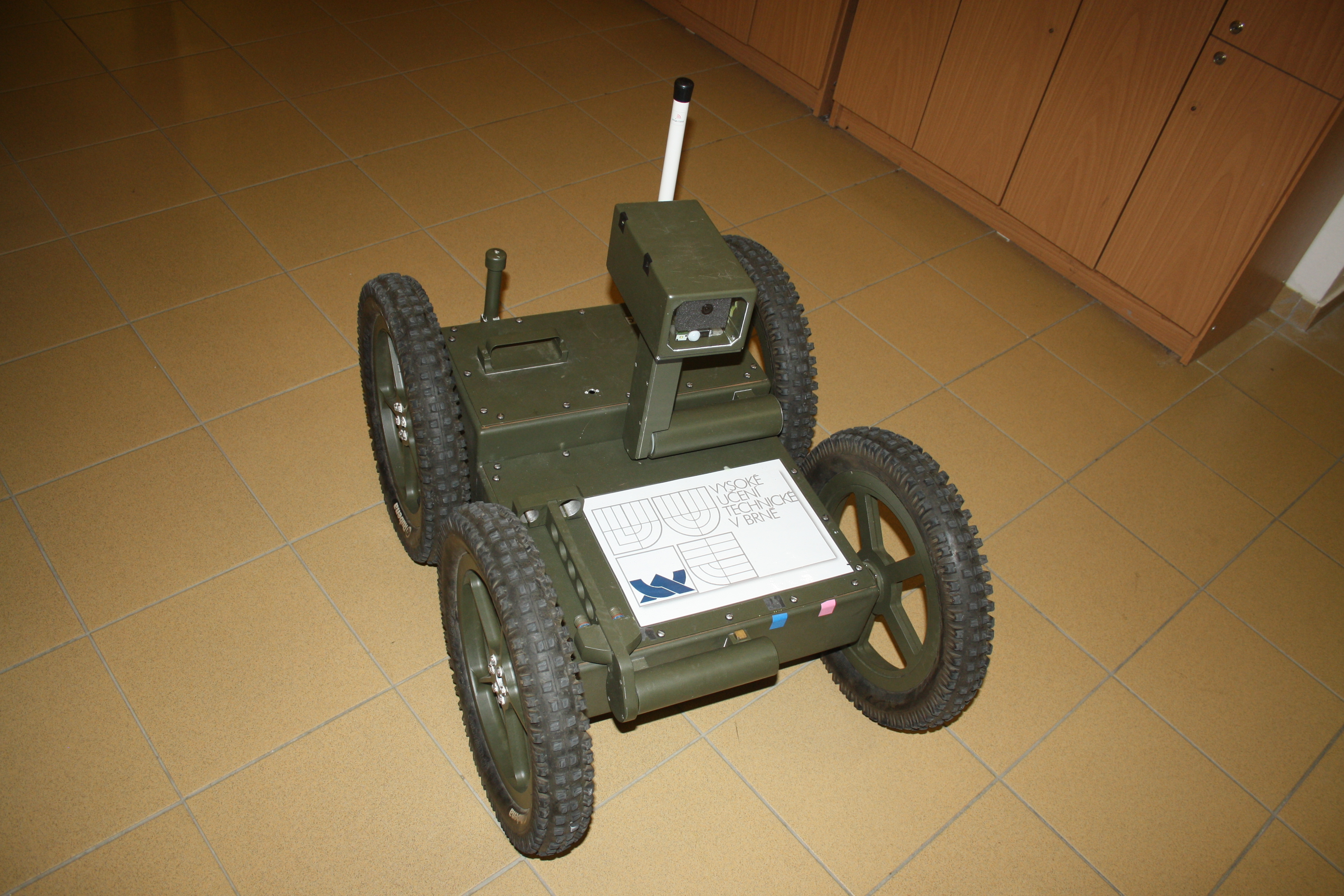
Orpheus ve verzi AC

### Robotické systémy
V laboratořích teleprezence a robotiky Ústavu automatizace a měřicí techniky se vyvíjí několik druhů robotických systémů.
Mezi nejvíce medializované patří robot Orpheus, určený zejména k průzkumu oblastí nebezpečných nebo nepřístupných pro člověka. Verze XM2 usnadňuje práci pyrotechnikům, AM je určena pro záchranu osob (zjištění stavu oběti), AC pro armádní použití (prošla vojenskými testy NATO) a AE2 pro průzkum kontaminovaných prostorů (chemicky i radiačně). U verze Scorpie na rozdíl od všech ostatních autoři použili pásový podvozek místo kolového.

### Výpočetní clustery
Na fakultě se nachází dva výpočetní clustery, které jsou zapojeny do gridové sítě MetaCentrum sdružení CESNET.
První s označením wood je umístěn od roku 2006 na Ústavu teoretické a experimentální elektrotechniky a byl pořízen společně s Ústavem nauky o dřevě Mendelovy univerzity. Zabývá se mimo jiné numerickým modelováním mechanických, elektromagnetických, tepelných a sdružených úloh. Skládá se z 16 uzlů, každý obsahuje procesor AMD Athlon 64 3700+ 2,2 GHz a 4 GB paměti RAM, jednotlivé uzly jsou propojeny gigabitovým Ethernetem a celkový výpočetní výkon je 55 GFlops.
Druhý, s názvem Alela, je ve vlastnictví Ústavu biomedicínského inženýrství a obsahuje 12 uzlů, každý se dvěma čtyřjádrovými procesory Intel Xeon E5430 2,66 GHz a 32 (uzly 1, 2, 9–12) nebo 8 GB paměti RAM.

## Studentské soutěže

### Student EEICT
Student EEICT (Electrical Engineering, Information and Communication Technologies) je každoroční soutěž (v letech 2002 až 2014 pořádaná spolu s Fakultou informačních technologií), které se mohou zúčastnit studenti bakalářského, magisterského a doktorského studia na těchto fakultách, ale také žáci středních škol. Studenti soutěží se svými odbornými projekty v několika kategoriích, podle vzdělání a téma práce. První tři výherci v každé kategorii získá peněžitou popřípadě i věcnou cenu od sponzorů soutěže.

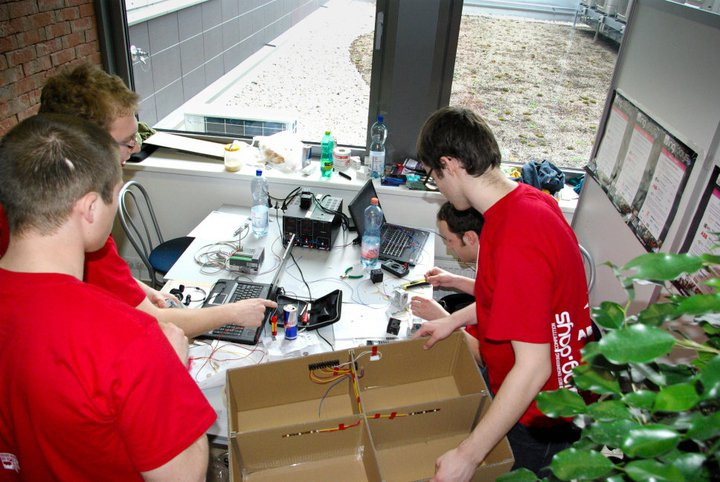
Studenti při konstrukci modelu inteligentní budovy v kategorii Team Design soutěže Ing.days

### EBEC Brno
Soutěž pořádaná skupinou BEST Brno, místní pobočkou mezinárodní studentské organizace BEST. Soutěž je rozdělena na dvě kategorie.
V první s názvem Team Design (nebo také Ing.race) mají soutěžící za úkol sestavit během několika hodin (6–8) funkční zařízení podle zadání, které se dozví teprve na začátku soutěže. V roce 2011 se soutěž uskutečnila také na Fakultě informačních technologií a Fakultě strojního inženýrství, dva nejlepší týmy z každé fakulty postoupily do finálového kola.
Cílem druhé kategorie Case Study je vymyslet a odprezentovat teoretické řešení daného problému. V roce 2011 byla kategorie společná pro všechny fakulty.
Vítězové EBEC Brno, lokálního kola soutěže European BEST Engineering Competition (EBEC), pak postupují do kola středoevropského s názvem EBEC Central.
V roce 2012 se koná čtvrtý ročník soutěže – kategorie Team Design nese jméno společnosti ABB a kategorie Case Study společnosti Automotive Lighting, které jsou jejich sponzory. V minulých letech soutěž nesla názvy ING.race a Ing.days.

## Dislokace fakulty
Sídlo děkanátu a ústavů jazyků, mikroelektroniky a elektrotechnologie se nachází na v areálu na Technické 10. Další ústavy se nachází v budově na Technické 8 (ústav fyziky, matematiky, výkonové elektrotechniky a elektroniky a elektroenergetiky), ve společné budově s Fakultou chemickou na Purkyňově 118 (ústav radioelektrotechniky a telekomunikací) a v integrovaném objektu na Kolejní 4 (ústav teoretické a experimentální elektrotechniky, biomedicínského inženýrství automatizace), v jehož druhé polovině sídlí Fakulta podnikatelská.

Mapa budov fakulty v areálu Pod Palackého vrchem

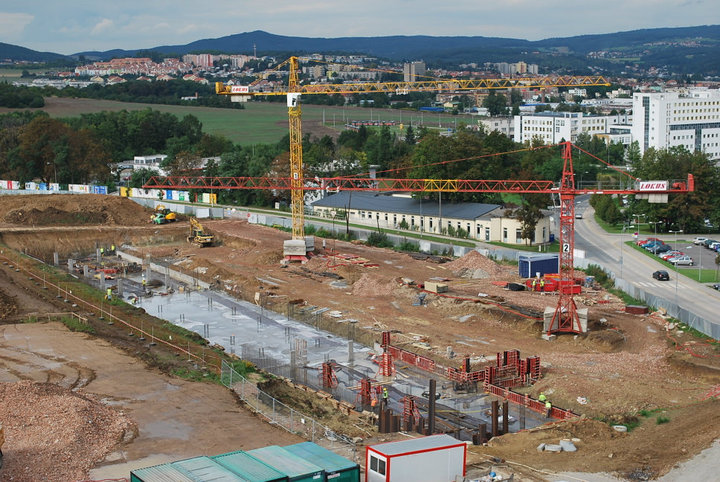
Probíhající výstavba Technické 12 (stav na podzim 2010)

Do srpna 2010 se sídlo děkanátu a některých dalších ústavů nacházelo v areálu na Údolní 53. Kvůli tomu, že tento areál již přestal potřebám fakulty vyhovovat a také kvůli jeho odloučení od ostatních objektů fakulty (nachází se ve čtvrti Veveří, zatímco ostatní budovy v kampusu Pod Palackého vrchem) bylo rozhodnuto o výstavbě nového objektu na Technické 10. Budova byla dostavěna v září 2010, otevřena byla na počátku akademického roku 2010/2011, slavnostní otevření proběhlo však až 7. října 2010. Areál na Údolní teď bude částečně využívat Fakulta stavební a Ústav soudního inženýrství, v budoucnu je plánován jeho odprodej a přesunutí Ústavu do areálu Pod Palackého vrchem.
Aby se mohly Fakulta podnikatelská a Fakulta chemická ve svých objektech dále rozšiřovat, byla 1. září 2010 zahájena výstavba nové budovy na Technické 12, kam by se měli přesunout ústavy z budov těchto fakult. Výběrové řízeni bylo ovšem podle Hospodářských novin zmanipulováno tak, aby vyhrála brněnská společnost OHL ŽS, a.s., která se podílela také na výstavbě Technické 10. Vedení VUT ovšem toto nařčení odmítá. Slavnostně otevřen byl komplex 20. prosince 2012. Výuka v něm začala 11. února 2013, ovšem vybavení některých laboratoří není dokončeno, a proto část výuky zůstala zachována na Purkyňově 118.
V současné době je dokončována výstavba Vědeckotechnického parku profesora Lista (VTPPL) na Technické 14, kde by měly být umístěny laboratoře a technologie pořízené z programu CVVOZE.

## Studentské aktivity

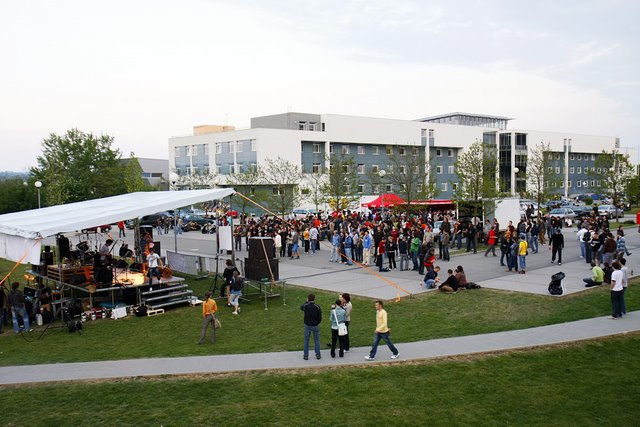
Hudební festival Hudba z FEKTu 2009

Na fakultě od roku 2005 působí spolek Studenti pro studenty (SPS), který přibližně každé dva měsíce vydává bezplatný časopis e-fekt, zabývající se jak děním na fakultě, tak i ostatními tématy. Spolek taktéž pořádá různé akce nejen pro studenty fakulty. Jedná se například o open-air hudební festival Hudba z FEKTu, v jehož první části hrají většinou začínající hudební skupiny s alespoň jedním studentem nebo zaměstnancem fakulty a poté následují skupiny profesionální (v roce 2010 například skupina brněnská skupina Poletíme? nebo Heebie Jeebies, o rok později Toxique), Běh na 53 (kterého se zúčastňuje i vedení fakulty) nebo Drakiádu. Pomáhá taktéž studentům prvních ročníků pomocí služby perFEKT assistance, kdy starší student radí mladším nejenom s problémy týkající se výuky, ale také například se znalostí Brna a místní hromadné dopravy.
Spolek se také podílí na pořádání tradičního plesu v hotelu Voroněž, společného jak pro FEKT, tak i pro Fakultu informačních technologií.

## Významní pedagogové
- Vladimír List – elektrotechnický inženýr
- Petr Benda – matematik
- Jiří Brauner – historicky druhý děkan fakulty, specialista v oblasti elektrárenství a energetického průmyslu

## Významní absolventi
- Radim Jančura – majitel společnosti Student Agency[49]
- Zdeněk Škromach – místopředseda senátu a bývalý ministr práce a sociálních věcí[50]
- Martin Říman – bývalý poslanec a bývalý ministr průmyslu a obchodu[51]
- Tomáš Čermák – bývalý rektor VŠB-TUO a neúspěšný kandidát do senátu[52]
- Aleš John – český expert na jadernou energetiku, bývalý ředitel JE Dukovany, současný ředitel Ústavu jaderného výzkumu Řež[53]
- Pavel Jajtner – velvyslanec ČR u Svatého stolce[54]

## Ústavy fakulty

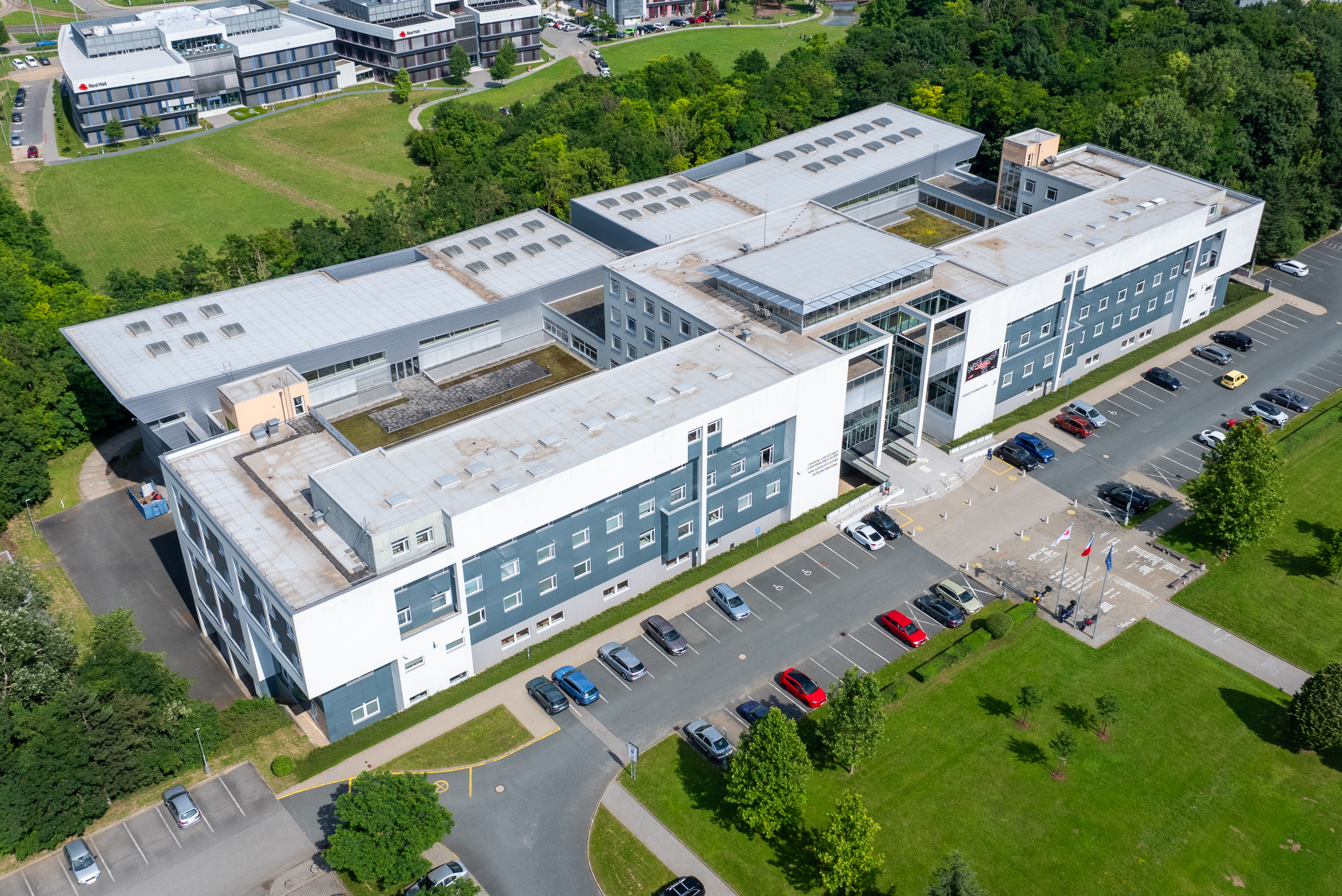
Integrovaný objekt Fakulty podnikatelské a Fakulty elektrotechniky a komunikačních technologií a také sídlo několika ústavů

- Ústav automatizace a měřicí techniky (UAMT)
- Ústav biomedicínského inženýrství (UBMI)
- Ústav elektroenergetiky (UEEN)
- Ústav elektrotechnologie (UETE)
- Ústav fyziky (UFYZ)
- Ústav jazyků (UJAZ)
- Ústav matematiky (UMAT)
- Ústav mikroelektroniky (UMEL)
- Ústav radioelektroniky (UREL)
- Ústav telekomunikací (UTKO)
- Ústav teoretické a experimentální elektrotechniky (UTEE)
- Ústav výkonové elektrotechniky a elektroniky (UVEE)